# Nordvietnam
Den Demokratiske Republik Vietnam (DRVN), (Vietnamesisk: Việt Nam Dân Chủ Cộng Hòa), også kendt som Nordvietnam, blev udråbt af Hồ Chí Minh i Hànội den 2. september 1945 og eksisterede indtil 2. juli 1976, da Nordvietnam og Sydvietnam blev ét land.
Republikken blev anerkendt af Kina og Sovjetunionen i 1950. I 1954, efter fransk nederlag til Việt Minh ved slaget ved Ðiện Biên Phủ og som et resultat af Genevekonferencen i 1954, begyndte Frankrig at forhandle med Việt Minh, og Việtnam blev delt af en demilitariseret zone (også omtalt som DMZ) ved den 17. breddegrad. Frankrig overdrog magten i den nordlige halvdel af Vietnam til Việt Minh, som etablerede DRVN som den sande regering. Ifølge aftalen fra Genevekonferencen skulle der afholdes nationale valg i begge dele af Vietnam i 1956 med det formål at forene nationen. I overgangsperioden blev Nordvietnam etableret som en socialistisk stat, den første i Sydøstasien. Sydvietnam blev etableret i den sydlige del af landet med hovedstad i Sàigòn.
Efter delingen af landet fulgte der en masseflugt af nordvietnamesere mod syd, mange af dem katolikker, som sagde, at de blev forfulgt. Op imod en million mennesker ud af en befolkning på 13 millioner flygtede mod syd. På samme tid er det anslået, at ca. 100.000 flygtede fra syd mod nord. I de tidlige år af Nordvietnams eksistens er den fattige nation, der var afskåret fra de rige landbrugsområdet i syd, af nogle blevet beskrevet som undertrykkende og totalitær. Mellem 1953 og 1956 forsøgte man efter kinesisk pres at lave landbrugsreformer. I den proces blev tusindvis af ejere af land anklaget for at være "herremænd" (địa chủ) og henrettet, og deres land fordelt mellem dem, der blev anset for loyale overfor partiet. Estimaterne varierer betydeligt, nogle sætter det til under 10.000, mens andre sætter det til op imod 100.000 eller mere. En litterær bevægelse kaldet Nhân văn – Giai phẩm (Humanisme-Kunst) forsøgte at demokratisere landet og tillade folk frit at udtrykke deres mening.

## Historie

### Republikken erklæres
Efter ca. 300 års opsplitning af feudale dynastier var Vietnam igen kommet under en enkelt myndighed i 1802, da Gia Long grundlagde Nguyễn-dynastiet, men landet blev et fransk protektorat fra 1883 og under japansk besættelse efter 1940 under 2. verdenskrig. Kort efter, at Japan overgav sig i 1945, indledte Việt Minh augustrevolutionen i Hanoi og Den Demokratiske Republik Vietnam blev proklameret den 2. september 1945: En regering for hele landet, der skulle erstatte Nguyễn-dynastiet. Viet Minh-lederen Hồ Chí Minh blev regeringschef. USA's præsident Franklin Roosevelt havde talt imod fransk styre i Indokina, og Amerika støttede Viet Minh på dette tidspunkt.

### Tidlige republik
Hanoi-regeringen i Ho Chi Minh hævdede at herske over hele Vietnam, men i løbet af denne tid var Syd Vietnam i dyb politisk krise. De efterfølgende sammenbrud af både den franske og den japanske magt, efterfulgt af uenigheden blandt de politiske fraktioner i Saigon blev ledsaget af udbredt vold på landet. Den 12. september 1945 ankom de første britiske tropper til Saigon. Den 23. september, 28 dage efter at Saigons folk greb den politiske magt, besatte franske tropper politistationerne, posthuset og andre offentlige bygninger. I Nordvietnam var det af afgørende betydning at landet var besat af den kinesiske nationalistiske hær, og den kinesiske tilstedeværelse havde tvunget Ho Chi Minh og Viet Minh til at rumme kinesiske støttede Viet nationalister. I juni 1946 evakuerede kinesiske nationalistiske tropper Hanoi, og den 15. juni forlod de sidste afdelinger Haiphong. Efter, at de britiske styrker forlod landet i 1946, kontrollerede franskmændene en del af Cochinkina, det sydlige centrale kystland og det centrale højland fra slutningen af krigen 1945-46.
I januar 1946 afholdt Viet Minh et valg for at oprette en nationalforsamling. Offentlig entusiasme ved denne begivenhed antyder, at Viet Minh havde stor popularitet på daværende tidspunkt, selv om der var få konkurrerende kandidater, og partiets dannelse blev bestemt forud for afstemningen. Selv om den tidligere kejser Bao Dai også var populær på dette tidspunkt og vandt plads i forsamlingen, gav valget ikke mulighed for, at vælgerne kunne vise deres valg mellem Bao Dai og Ho. Valget blev holdt offentligt i det nordlige og centrale Vietnam, men i hemmelighed i Cochinkina, den sydlige tredjedel af Vietnam. Der var minimal kampagne og de fleste vælgere havde ingen anelse om, hvem kandidaterne var. I mange tilfælde blev der kun opstillet en kandidat overhovedet, og partiets repræsentation blev offentliggjort før valget.
Da Frankrig erklærede Cochinkina, den sydlige tredjedel af Vietnam, en separat stat som "Autonome Republik Cochinkina" i juni 1946, reagerede vietnamesiske nationalister med raseri. I november vedtog nationalforsamlingen den første forfatning for republikken.

### Under den første indokina krig
Franskmændene genvandt kontrollen over Hanoi, og den første indokinakrig (1946-54) fulgte. Efter den kinesiske kommunistrevolution (1946-50) ankom kinesiske kommunistiske styrker grænsen i 1949. Kinesisk hjælp genoplivede Viet Minhs styrker og forvandlede den fra en guerilla-milits til en stående hær. Udbruddet af koreakrigen i juni 1950 forvandlede det, der havde været en anti-kolonial kamp til et led i den kolde krig, hvor USA gav økonomisk støtte til franskmændene.

### Foreløbig militær demarkation af Vietnam
Efter delingen af Vietnam i 1954 i slutningen af den første indokina-krig flygtede mere end en million nordvietnamesere til Sydvietnam under den amerikansk ledede evakueringskampagne ved navn Operation Passage to Freedom. Det er anslået, at 60 % af Nordvietnams en million katolikker flygtede sydpå. Den katolske migration skyldes en forventning om forfølgelse af katolikker af den nordvietnanske regering samt en kundgørelse fremsat af præsident Ngo Dinh Diems Saigon-regering. CIA førte en propagandakampagne for at få katolikker til at komme til syd. Men oberst Edward Lansdale som den mand, der organiserede kampagnen, afviste ideen om, at hans kampagne havde stor indflydelse på den folkelige stemning. Viet Minh forsøgte at tilbageholde eller på anden måde forhindre, at flygtninge forlod landet, såsom gennem intimidering gennem militær tilstedeværelse, nedlukning af færgetjenester og vandtrafik eller forbud mod massemøder. Samtidig flyttede mellem 14.000 og 45.000 civile og ca. 100.000 Viet Minh-krigere i den modsatte retning.

### Krigen bryder ud igen
Fra 1960 gik Hanoi-regeringen i krig med Republikken Vietnam via sin dækorganisation Viet Cong i et forsøg på at erobre Sydvietnam og genforene Vietnam under kommunistisk styre. [44] Tropper og forsyninger blev sendt langs Ho Chi Minh-stien. I 1964 sendte USA kamptropper til Sydvietnam for at støtte den sydvietnamesiske regering, men USA havde rådgivere der allerede siden 1950. Andre lande, herunder Australien, Republikken Korea, Thailand og New Zealand, bidrog også til tropper og militær hjælp til Sydvietnams krigsindsats. Kina og Sovjetunionen ydede bistand til og tropper til støtte for nordvietnets militære aktiviteter. Denne var kendt som Vietnamkrigen eller den amerikanske krig i Vietnam (1955-75). Foruden Viet Cong i Sydvietnam opererede andre kommunistiske militser også i de omkringliggende kongeriger Laos og Khmer Republik, begge tidligere dele af det franske koloniale område Indokina. Disse var henholdsvis Pathet Lao og Khmer Rouge. Disse militser blev hjulpet af Hanoi-regeringen, som sendte tropper til at kæmpe sammen med dem.

### Under Tôn Đức Thắng
Efter Ho Chi Minhs død 1969, blev Tôn Đức Thắng den sidste præsident for en formelt selvstændig socialistisk stat i Nordvietnam.
Efter Saigons fald den 30. april 1975, erobrede Thangs Nordvietnam hovedstaden i Sydvietnam, hvilket muliggjorde en magtovertagelse og forening af Nordvietnam og Sydvietnam til Den Socialistiske Republik Vietnam, som formaliseredes den 2. juli 1976.
Med afslutningen af Vietnamkrigen og med den sydvietnamesiske regering sat ud af spillet kunne Thang let vinde kontrol over den ustabile nye stat i midten og andel del af 1970-erne. Det forenede Vietnam oplevede store problemer, idet de politiske og økonomiske vilkår forringedes, og millioner af sydvietnamesere flygtede fra landet som bådflygtninge. Som leder af den nye socialistiske republik Vietnam arbejdede Thang hensynsløst i flere år på en massiv rekonstruktion af de to dele af Vietnam, herunder med projekter for udviklingen af industri, infrastruktur og økonomi.

## Jordreformer
Jordreformer var en integreret del af Viet Minh og den kommunistiske demokratiske republik Vietnam. En Viet Minh Land Reform lov af 4. december 1953 krævede
- konfiskation af jord tilhørende lejere, der var regimets fjender;
- rekvisition af jord fra udlejere ikke dømt til at være fjender; og
- køb med betaling i obligationer.
Jordreformen blev gennemført fra 1953 til 1956. Nogle landbrugsområder gennemgik ikke jordreformer, men kun lejereduktion, og de højlandsområder, der var beboede af mindretalsbefolkninger, blev ikke væsentligt påvirket. Nogle landområder blev beholdt af regeringen, men de fleste blev fordelt uden betaling med prioritet givet til Viet Minh-krigere og deres familier. Det samlede antal landbefolkninger, der blev ramt af jordreformprogrammet, var mere end 4 millioner. Lejereduceringsprogrammet har påvirket næsten 8 millioner mennesker.
Landreformerprogrammet var en succes med hensyn til at distribuere meget jord til fattige og jordløse bønder og reducere eller eliminere jordboernes ejendomme og rige bønder. Men det blev udført med vold og undertrykkelse primært rettet mod store landbrugere, nogle gange fejlagtigt identificerede som ejere. Den 18. august 1956 anerkendte den Nordvietnamesisk leder Ho Chi Minh de alvorlige fejl, regeringen havde gjort i landreformprogrammet. For mange landmænd, sagde han, var fejlagtigt klassificeret som "udlejere" og blevet henrettet eller fængslet, og der var blevet gjort for mange fejl ved omfordelingen af jord. Alvorlige oprør, der protesterede mod overgrebene under jordreformprogrammet, brød ud i november 1956 i et stort katolsk landdistrikt. Ca. 1000 mennesker blev dræbt eller såret og flere tusinde fængslet. Den Demokratiske Republik Vietnam indledte en "korrigeringskampagne", som i 1958 havde resulteret i tilbagegivelse af jord til mange af dem, der tidligere var blevet skadede af jordreformen. Som led i korrigeringskampagnen blev der i september 1957 frigivet 23.748 politiske fanger.
Afskedigelser og fængsling af personer klassificerede som "udlejere" eller fjender fra staten blev gennemført fra begyndelsen af jordreformprogrammet. Et politibureau dokument dateret 4. maj 1953 sagde, at henrettelser var "i princippet fastsat i forholdet mellem en og en tusinde mennesker af den samlede befolkning."  Antallet af personer, der faktisk er udført af de kommunistiske kadre, der udførte jordreformprogrammet, er blevet skønnet forskelligt. Nogle skøn over de dræbte opgør op til 200.000 personer. Anden forskning har konkluderet, at disse høje skøn var baserede på politisk propaganda, der stammer fra Sydvietnam, og at den faktiske antal af de henrettede sandsynligvis var meget lavere. Edwin E. Moise anslog det samlede antal henrettelser på mellem 3.000 og 15.000 og senere fremkom han med et mere præcist tal på 13.500.  Moise's konklusioner blev støttet af dokumenter fra ungarske diplomater, der boede i Den Demokratiske Republik Vietnam på tidspunktet for jordreformen. Forfatteren Michael Lind har i en bog giver et lignende skøn over "mindst ti eller femten tusinde" henrettede.
Det endelige formål med reformen af landdistriktsprogrammet i Den Demokratiske Republik Vietnams regering var ikke at opnå en retfærdig fordeling af landbrugsjorden, men snarere organisationen af alle landmænd til kooperativer, hvor jord og andre faktorer af landbrugsproduktionen skulle ejes og anvendes kollektivt. De første skridt efter 1953-1956 jordreformen var regeringens opmuntring til arbejdsmarkedsudveksling, hvor landmænd ville forene for at udveksle arbejdskraft; For det andet i 1958 og 1959 var dannelsen af "lavtstående kooperativer", hvor landmændene samarbejdede i produktion. I 1961 var 86 % af landmændene medlemmer af lavtstående kooperativer. Det tredje trin, der begyndte i 1961, var at organisere "højtstående kooperativer", ægte kollektivt landbrug, hvor jord og ressourcer blev udnyttet kollektivt uden individuel ejendomsret til jord. I 1971 blev det store flertal af landmændene i Nordvietnam organiseret i kooperativer på højt niveau. Kollektiverne blev gradvist opgivne i 1980-erne og 1990-erne.

## Udenrigspolitik
Den Demokratiske Republik Vietnam blev diplomatisk isoleret af mange vestlige stater og mange andre anti-kommunistiske stater over hele verden i det meste af Nordvietnams historie, da disse kun nævner en udvidet anerkendelse af den antikommunistiske regering i Sydvietnam. Nordvietnam blev dog anerkendt af næsten alle kommunistiske lande så som Sovjetunionen og andre socialistiske lande i Østeuropa og Centralasien, Kina, Nordkorea og Cuba, og modtog støtte fra disse nationer.
Nordvietnam nægtede at etablere diplomatiske forbindelser med Jugoslavien fra 1950 til 1957, hvilket måske afspejler Hanois fornemmelse af sovjetlinjen hos den jugoslaviske regering Josip Broz Tito, og Nordvietnams embedsmænd fortsatte med at være kritiske over for Tito efter, at diplomatiske forbindelser blev oprettet.
Flere alliancefri lande anerkendte også Nordvietnam, for det meste, som blandt andre Indien, en de facto snarere end en de jure anerkendelse.
I 1969 blev Sverige det første vestlige land til at give fuld diplomatisk anerkendelse til Nordvietnam. Mange andre vestlige lande fulgte efter i 1970'erne, så som Australiens regering under Gough Whitlam.